# Echinophyllia patula
Echinophyllia patula là một loài san hô trong họ Pectiniidae. Loài này được Hodgson and Ross mô tả khoa học năm 1982.